# Фрилансери (фільм)
Фрилансери — американська кримінальна драма режисера Джессі Терреро. Зйомки відбулись у Новому Орлеані, штат Луїзіана. 10 серпня 2012 пройшов обмежений показ у кінотеатрах Лос-Анджелеса й Нью-Йорка. 21 серпня стрічка вийшла на DVD та Blu-Ray.

## Сюжет
Син (50 Cent) убитого офіцера поліції Нью-Йорка разом з двома найкращими друзями (Малкольм Ґудвін і Раян О'Нен) вступають до поліцейської академії. Після випуску колишній напарник батька, командувач оперативними загоном у боротьбі з вуличною злочинністю, Джо Сарконе (Роберт де Ніро), бере його під своє крило. Герой приєднується до «поганих» копів.

## У ролях
- 50 Cent — Джонас «Майло» Мальдонадо
- Форест Вітакер — Денніс Лару
- Роберт де Ніро — капітан Джо Сарконе
- Метт Джеральд — Біллі Моррісон
- Ембер Чилдерс — Елейн Моррісон
- Бо Ґарретт — Джої
- Малкольм Ґудвін — Е. Д. Велберн
- Роберт Віздом — Терренс Берк
- Дана Ділейні — Лідія Веккіо
- Вінні Джонс — Саллі
- Педро Армендаріз-молодший — Ґабріель Баез
- Майкл Макґрейді — Роберт Джуд
- Андре Ройо — Деніел Мальдонадо
- Джефф Чейз — Енджі

## Виробництво
18 лютого 2011 журнал «Variety» повідомив, що 50 Cent зіграє головну роль у фільмі. 25 березня 2011 на Deadline.com з'явилась інформація, що Роберт де Ніро й Форест Вітакер приєднуються до стрічки. 4 травня 2011 у «Variety» повідомили, що Дана Ділейні гратиме жіночу роль.

## Реліз
21 серпня 2012 стрічку видали як домашнє відео. Результати у тиждень 30 серпня: 6-та сходинка у топ-10 прокату DVD та Blu-Ray.